# Wąsal czerwonobrewy
Wąsal czerwonobrewy (Lybius chaplini) – gatunek małego ptaka z rodziny tukanowatych (Ramphastidae). Narażony na wyginięcie. Jeden z dwóch gatunków ptaków, których zasięg występowania ograniczony jest do Zambii – inny, wąsaczek białogardły (Pogoniulus makawai), znany jest jedynie z zebranego holotypu. Nie wyróżnia się podgatunków.

## Morfologia
Długość ciała około 19 cm; masa ciała 64–75 g. Skrzydło mierzy 92 mm, dziób 25 mm, ogon 57 mm, zaś skok 25 mm. Wierzch głowy, szyja, pokrywy podskrzydłowe jak i cały spód ciała białe. Policzki i brew szkarłatne. Wierzch ciała brązowy, podobnie jak i skrzydła; bieleje w kierunku kupra. Chorągiewki zewnętrzne lotek żółto obrzeżone. Sterówki ciemnobrązowe, nogi i stopy czarniawe.

## Zasięg występowania, środowisko
Zasięg występowania, szacowany na około 76 tysięcy km², obejmuje niecałą południową połowę Zambii. Szacuje się jednak, że jedynie 9% z tego jest przez gatunek zamieszkane. Środowisko życia stanowią sawanny i obszary trawiaste na wysokości 900–1400 m n.p.m., odwiedza również tereny rolnicze. Występuje niemal wyłącznie na obszarach, gdzie rosną figowce sykomory (Ficus sycomorus), które zapewniają całoroczny zapas pożywienia, a także odpowiednie miejsca gniazdowania.

## Behawior
Wąsale czerwonobrewe żyją parami lub, częściej, w grupach do sześciu osobników. Żerują na owocach w niezbyt zwartej grupie. Rzadko zjadają opadłe owoce, najczęściej je zrywają. W trakcie dziennego odpoczynku powracają do dziupli, mogą być dwie, gdy grupa jest duża. W trakcie żerowania oddala się od dziupli do jednego kilometra. Niekiedy wchodzi w konflikt z wąsalem obrożnym (L. torquatus), jest jednak wobec niego dominujący.

## Lęgi
Okres lęgowy przypada na październik i listopad. Składa w dziupli 2–4 białe jaja bez wzorów. Mają one wymiary około 24,6×17,8 mm. Ich masa to około 3,7 grama. Nie są znane szczegółowe dane dotyczące inkubacji; wiadomo, że w jej trakcie jeden osobnik pilnuje wylotu dziupli, a zmiana wysiadującego ptaka ma miejsce co 30–50 minut.

## Status zagrożenia i znaczenie w kulturze człowieka
Do roku 2004 wąsal czerwonobrewy klasyfikowany był przez IUCN jako gatunek bliski zagrożenia, od roku 2008 posiada status narażonego (VU, Vulnerable). W 2007 roku całkowitą populację szacowano na co najmniej 5200 dorosłych osobników, trend liczebności uznawany jest za spadkowy. Zagrożenie stanowi wycinka obszarów zadrzewionych na rzecz uprawy zbóż, kukurydzy oraz trzciny cukrowej. Prócz tego lęg bywa pasożytowany przez miodowody szarogłowe (Indicator minor). Lybius chaplini spotykany jest na czterech obszarach uznanych za Important Bird Area, w tym w jednym parku narodowym (PN Kafue), Rezerwacie Chisamba oraz na obszarze chronionym rzeki Nkanga.
Od 2012 roku wizerunek wąsala czerwonobrewego znajduje się na odwrocie zambijskiej monety o wartości 1 kwachy.